# Marvin Stein
Marvin Stein, né le 11 février 1925 et mort le 11 février 2010, était un dessinateur américain de comics.

## Biographie
Marvin Stein naît en 11 février 1925. Après avoir étudié à l'institut Pratt il commence à dessiner des comics à partir des années 1940 pour plusieurs éditeurs. De 1944 à 1946 il s'occupe de Captain Valiant pour Croyden tout en dessinant pour Timely Comics des séries humoristiques. On trouve aussi son nom chez DC Comics puisqu'il est l'encreur de Superboy. En 1948-49 il réalise le comic strip Funnyman distribué par Bell Syndicate. Dans les années 1950 il travaille pour Feature Comics et Atlas Comics dans des genres très différents (fantastique, policier, western, romance, etc.). Il est aussi chez Prize Comics, la société d'édition de Joe Simon et Jack Kirby à partir de novembre 1950. Il dessine de nombreuses couvertures et les récits principaux pour les comics Justice Traps the Guilty et Headlines  De 1965 à 1968 il réalise le strip Mc Gurk's Mog avec Bud Wexler. À partir des années 1970, il délaisse les comics et s'occupe de storyboard pour des dessins animés. Il illustre aussi des ouvrages scolaires. Il meurt le 11 février 2010.